# Federico Scoppa
Federico Matías Scoppa (San Nicolás de los Arroyos, 7 luglio 1987) è un calciatore argentino, centrocampista del Brindisi.

## Carriera

### Club

#### Inizi
Cresce nelle giovanili del Boca Juniors, passando alla squadra B nel 2006 e rimanendovi fino al 2008 quando si trasferisce in Portogallo, in prestito al Porto.

#### Covilhã
Ad agosto 2008 viene prestato al Covilhã, militante nella Segunda Liga portoghese. Gioca la prima partita il 24 settembre in Coppa di Portogallo, perdendo 2-1 in casa con il Gil Vicente. Il 26 ottobre gioca invece la prima in campionato, nell'1-1 in casa contro il Freamunde. Conclude l'esperienza portoghese con un totale di 9 match disputati.

#### Ritorno al Boca Juniors e LDU Loja
Terminato il prestito al Covilhã torna nella squadra B del Boca Juniors. L'anno successivo gioca in Ecuador, nell'LDU Loja.

#### Inter Turku
A marzo 2011 si trasferisce in Finlandia, all'Inter Turku, in Veikkausliiga, la massima serie finlandese, debuttando in campionato il 12 maggio nella sconfitta per 1-0 sul campo dell'HJK. Chiude con 24 presenze in un campionato.

#### Defensores de Belgrano
Nel 2012-2013 gioca 13 partite nel Torneo Argentino A, la terza divisione argentina, con il Def. de Belgrano.

#### San Marcos de Arica
Nel 2013 va a giocare in Cile, al San Marcos de Arica, in Primera División, esordendo in campionato il 26 gennaio nello 0-0 sul campo dello Huachipato. Il 16 marzo segna il suo primo gol in carriera, nella sconfitta per 2-1 in trasferta contro l'O'Higgins. Termina la stagione in Cile con 13 apparizioni e 1 gol.

#### Ritorno al Defensores de Belgrano e Santamarina
Nella stagione 2013-2014 ritorna al Def. de Belgrano sempre nel Torneo Argentino A con il quale gioca 28 partite. Successivamente disputa due stagioni nel Santamarina in Primera B Nacional, la seconda serie, con 56 presenze.

#### Atlético de Rafaela
Nella stagione 2015-2016 gioca nell'Atlético Rafaela in Primera División, la massima serie argentina. Esordisce in campionato il 5 febbraio nella vittoria per 1-0 in trasferta contro l'Huracán. Chiude la stagione con 7 presenze su 16 gare totali.

#### Catania
Il 26 luglio 2016 viene ufficializzato il suo trasferimento in Italia, al Catania, in Lega Pro, con il quale firma un contratto biennale. Debutta il 13 agosto nell'1-1 in Coppa Italia Lega Pro sul campo del Siracusa. L'esordio in campionato arriva invece il 27 agosto nel 3-1 casalingo sulla Juve Stabia. Termina con 31 presenze.

#### Monopoli
Il 27 luglio 2017, dopo aver rescisso con il Catania, firma con il Monopoli, altra squadra di Serie C. Fa il suo esordio il 13 agosto, entrando al 58' della sfida di Coppa Italia Serie C persa per 4-1 sul campo del Bisceglie. La prima in campionato arriva il 26 agosto, quando è titolare nel 3-1 interno sul Cosenza, nel quale realizza anche la rete che fissa il risultato all' 87' su rigore.

#### L.R. Vicenza
Nell'estate 2019 approda al Lanerossi Vicenza, alla corte dell'allenatore Domenico Di Carlo.

## Statistiche

### Presenze e reti nei club
Statistiche aggiornate al 18 aprile 2024.
| Stagione           | Squadra             | Campionato         | Campionato | Campionato | Coppe nazionali | Coppe nazionali | Coppe nazionali | Coppe continentali | Coppe continentali | Coppe continentali | Altre coppe | Altre coppe | Altre coppe | Totale | Totale | Totale |
| Stagione           | Squadra             | Comp               | Pres       | Reti       | Comp            | Pres            | Reti            | Comp               | Pres               | Reti               | Comp        | Pres        | Reti        | Pres   | Reti   |        |
| ------------------ | ------------------- | ------------------ | ---------- | ---------- | --------------- | --------------- | --------------- | ------------------ | ------------------ | ------------------ | ----------- | ----------- | ----------- | ------ | ------ | ------ |
| 2008-2009          | Covilhã             | SL                 | 7          | 0          | TdP+TdL         | 1+0             | 0               | -                  | -                  | -                  | -           | -           | -           | 8      | 0      |        |
| 2009-2010          | Covilhã             | SL                 | 1          | 0          | TdP+TdL         | 0               | 0               | -                  | -                  | -                  | -           | -           | -           | 1      | 0      |        |
| Totale Covilha     | Totale Covilha      | Totale Covilha     | 8          | 0          | -               | 1               | 0               | -                  | -                  | -                  | -           | -           | -           | 9      | 0      |        |
| 2011               | Inter Turku         | V                  | 24         | 0          | SC              | 0               | 0               | -                  | -                  | -                  | -           | -           | -           | 24     | 0      |        |
| 2012-2013          | Def. de Belgrano    | TAA                | 12         | 0          | CA              | 1               | 0               | -                  | -                  | -                  | -           | -           | -           | 13     | 0      |        |
| 2013               | San Marcos de Arica | PD                 | 13         | 1          | CC              | 0               | 0               | -                  | -                  | -                  | -           | -           | -           | 13     | 1      |        |
| 2013-2014          | Def. de Belgrano    | TAA                | 28         | 0          | CA              | 0               | 0               | -                  | -                  | -                  | -           | -           | -           | 28     | 0      |        |
| 2014               | Santamarina         | PBN                | 17         | 0          | CA              | 0               | 0               | -                  | -                  | -                  | -           | -           | -           | 17     | 0      |        |
| 2015               | Santamarina         | PBN                | 38         | 0          | CA              | 1               | 0               | -                  | -                  | -                  | -           | -           | -           | 39     | 0      |        |
| Totale Santamarina | Totale Santamarina  | Totale Santamarina | 55         | 0          | -               | 1               | 0               | -                  | -                  | -                  | -           | -           | -           | 56     | 0      |        |
| 2016               | Atlético Rafaela    | PD                 | 7          | 0          | CA              | 0               | 0               | -                  | -                  | -                  | -           | -           | -           | 7      | 0      |        |
| 2016-2017          | Catania             | LP                 | 27+1       | 0          | CILP            | 3               | 0               | -                  | -                  | -                  | -           | -           | -           | 31     | 0      |        |
| 2017-2018          | Monopoli            | C                  | 33+1       | 1          | CI-C            | 2               | 0               | -                  | -                  | -                  | -           | -           | -           | 36     | 1      |        |
| 2018-2019          | Monopoli            | C                  | 30+1       | 0+1        | CI+CI-C         | 2+2             | 1+0             | -                  | -                  | -                  | -           | -           | -           | 35     | 2      |        |
| Totale Monopoli    | Totale Monopoli     | Totale Monopoli    | 63+2       | 1+1        |                 | 6               | 1               |                    | -                  | -                  |             | -           | -           | 71     | 3      |        |
| 2019-2020          | L.R. Vicenza        | C                  | 13         | 0          | CI+CI-C         | 1+2             | 0               | -                  | -                  | -                  | -           | -           | -           | 16     | 0      |        |
| ago.-dic. 2020     | L.R. Vicenza        | B                  | 5          | 0          | CI              | 1               | 0               | -                  | -                  | -                  | -           | -           | -           | 6      | 0      |        |
| Totale Vicenza     | Totale Vicenza      | Totale Vicenza     | 18         | 0          |                 | 4               | 0               |                    | -                  | -                  |             | -           | -           | 22     | 0      |        |
| gen.-giu. 2021     | Cavese              | C                  | 13         | 1          | -               | -               | -               | -                  | -                  | -                  | -           | -           | -           | 13     | 1      |        |
| feb.-giu. 2022     | Fano                | D                  | 12+1       | 0          | CI-D            | -               | -               | -                  | -                  | -                  | -           | -           | -           | 13     | 0      |        |
| mar.-giu. 2023     | Termoli             | D                  | 6+1        | 1          | CI-D            | 0               | 0               | -                  | -                  | -                  | -           | -           | -           | 7      | 1      |        |
| 2023-2024          | Termoli             | D                  | 28         | 1          | CI-D            | 1               | 0               | -                  | -                  | -                  | -           | -           | -           | 29     | 1      |        |
| Totale Termoli     | Totale Termoli      | Totale Termoli     | 34+1       | 2          |                 | 1               | 0               |                    | -                  | -                  |             | -           | -           | 36     | 2      |        |
| Totale carriera    | Totale carriera     | Totale carriera    | 314+5      | 5+1        |                 | 17              | 1               |                    | -                  | -                  |             | -           | -           | 336    | 7      |        |

## Palmarès
- Serie C: 1

L.R. Vicenza: 2019-2020 (girone B)